# Dorotea Maria di Anhalt
Dorotea Maria di Anhalt (Dessau, 2 luglio 1574 – Weimar, 18 luglio 1617) è stata una duchessa tedesca di Sassonia-Weimar.
Nacque a Dessau, terza figlia (nona includendo i figli avuti dal padre con la prima moglie) di Gioacchino Ernesto di Anhalt e della sua seconda moglie Eleonora di Württemberg.
In Altenburg, il 1º gennaio 1593 sposò Giovanni di Sassonia-Weimar. La coppia ebbe dodici figli, tra i quali il famoso generale Bernardo di Sassonia-Weimar ed Ernesto I di Sassonia-Gotha-Altenburg.
Dorotea Maria morì a Weimar a causa delle ferite riportate in un incidente che le capitò andando a cavallo. Il suo funerale ebbe luogo il 24 agosto 1617 nello Schloss Hornstein (più tardi Castello di Wilhelmsburg); in questa occasione fu fondata la Societas fructifera e suo fratello minore, Luigi I, Principe di Anhalt-Köthen, fu nominato primo presidente.

## Discendenza
Da Giovanni di Sassonia-Weimar Dorotea Maria ebbe:
- Giovanni Ernesto (1594 – 1626), duca di Sassonia-Weimar
- Giovanni Guglielmo (1595), deceduto poco dopo la nascita;
- Federico (1596 – 1622), duca di Sassonia-Weimar;
- Giovanni (31 marzo 1597 – 6 ottobre 1604);
- Guglielmo (1598 – 1662), duca di Sassonia-Weimar;
- Gemello del precedente (1598), nato morto;
- Alberto (1599 – 1644), duca di Sassonia-Eisenach;
- Giovanni Federico di Sassonia-Weimar (1600 – 1628), duca di Sassonia-Weimar;
- Ernesto (1601 – 1675), duca di Sassonia-Gotha;
- Federico Guglielmo di Sassonia-Weimar (1603 – 1619), duca di Sassonia-Weimar;
- Bernardo (1604 – 1639), duca di Sassonia-Weimar;
- Giovanna (14 aprile 1606 – 3 luglio 1609).

## Ascendenza
|                                   |                         |                                  | Genitori                          |  |  | Nonni |  |  | Bisnonni |  |  | Trisnonni |  |
|                                   |                         |                                  |                                   |  |  |       |  |  | …        |  |  | …         |  |
|                                   |                         |                                  |                                   |  |  |       |  |  | …        |  |  | …         |  |
|                                   |                         | …                                |                                   |  |  |       |  |  | …        |  |  |           |  |
| Giovanni II di Anhalt-Dessau      |                         |                                  |                                   |  |  |       |  |  | …        |  |  |           |  |
|                                   |                         | …                                | …                                 |  |  |       |  |  |          |  |  |           |  |
|                                   |                         | …                                | …                                 |  |  |       |  |  |          |  |  |           |  |
|                                   |                         | …                                | …                                 |  |  |       |  |  |          |  |  |           |  |
| Gioacchino Ernesto di Anhalt      |                         | …                                |                                   |  |  |       |  |  |          |  |  |           |  |
|                                   |                         | Gioacchino I di Brandeburgo      | Giovanni I di Brandeburgo         |  |  |       |  |  |          |  |  |           |  |
|                                   |                         | Gioacchino I di Brandeburgo      | Giovanni I di Brandeburgo         |  |  |       |  |  |          |  |  |           |  |
|                                   |                         | Gioacchino I di Brandeburgo      | Margherita di Sassonia            |  |  |       |  |  |          |  |  |           |  |
| Margherita di Brandeburgo         |                         | Gioacchino I di Brandeburgo      |                                   |  |  |       |  |  |          |  |  |           |  |
|                                   |                         | Elisabetta di Danimarca          | Giovanni di Danimarca             |  |  |       |  |  |          |  |  |           |  |
|                                   |                         | Elisabetta di Danimarca          | Giovanni di Danimarca             |  |  |       |  |  |          |  |  |           |  |
|                                   |                         | Elisabetta di Danimarca          | Cristina di Sassonia              |  |  |       |  |  |          |  |  |           |  |
| Dorotea Maria di Anhalt           |                         | Elisabetta di Danimarca          |                                   |  |  |       |  |  |          |  |  |           |  |
|                                   | Ulrico I di Württemberg | Enrico di Württemberg            |                                   |  |  |       |  |  |          |  |  |           |  |
|                                   | Ulrico I di Württemberg | Enrico di Württemberg            |                                   |  |  |       |  |  |          |  |  |           |  |
|                                   | Ulrico I di Württemberg | Elisabetta di Zweibrücken-Bitsch |                                   |  |  |       |  |  |          |  |  |           |  |
| Cristoforo del Württemberg        | Ulrico I di Württemberg |                                  |                                   |  |  |       |  |  |          |  |  |           |  |
|                                   |                         | Sabina di Baviera                | Alberto IV di Baviera             |  |  |       |  |  |          |  |  |           |  |
|                                   |                         | Sabina di Baviera                | Alberto IV di Baviera             |  |  |       |  |  |          |  |  |           |  |
|                                   |                         | Sabina di Baviera                | Cunegonda d'Austria               |  |  |       |  |  |          |  |  |           |  |
| Eleonora di Württemberg           |                         | Sabina di Baviera                |                                   |  |  |       |  |  |          |  |  |           |  |
|                                   |                         | Giorgio di Brandeburgo-Ansbach   | Federico I di Brandeburgo-Ansbach |  |  |       |  |  |          |  |  |           |  |
|                                   |                         | Giorgio di Brandeburgo-Ansbach   | Federico I di Brandeburgo-Ansbach |  |  |       |  |  |          |  |  |           |  |
|                                   |                         | Giorgio di Brandeburgo-Ansbach   | Sofia di Polonia                  |  |  |       |  |  |          |  |  |           |  |
| Anna Maria di Brandeburgo-Ansbach |                         | Giorgio di Brandeburgo-Ansbach   |                                   |  |  |       |  |  |          |  |  |           |  |
|                                   |                         | Edvige di Münsterberg-Oels       | Carlo I di Münsterberg-Oels       |  |  |       |  |  |          |  |  |           |  |
|                                   |                         | Edvige di Münsterberg-Oels       | Carlo I di Münsterberg-Oels       |  |  |       |  |  |          |  |  |           |  |
|                                   |                         | Edvige di Münsterberg-Oels       | Anna di Sagan                     |  |  |       |  |  |          |  |  |           |  |
|                                   |                         | Edvige di Münsterberg-Oels       |                                   |  |  |       |  |  |          |  |  |           |  |